# Ruckers notatie
Ruckers notatie is een manier om tetraties op te schrijven, genoemd naar de wiskundige Rudy Rucker. Een andere manier is Knuths pijlomhoognotatie, die ook gebruikt kan worden voor andere operaties.
Voorbeeld:
{\displaystyle ^{3}4=4^{(4^{4})}}
Hiermee kan er echter verwarring ontstaan:
{\displaystyle a^{b}c}
kan zowel
{\displaystyle a^{b}\times c}
als
{\displaystyle a\times {}^{b}c}
betekenen.